# Protestantyzm w Arkansas

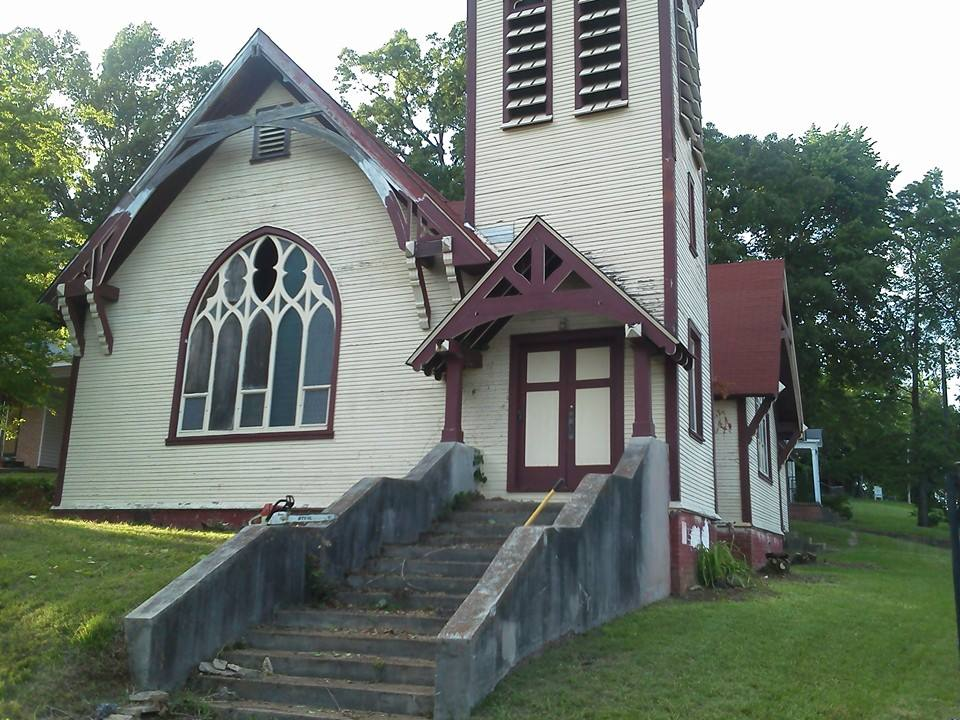
Pierwszy Kościół Prezbiteriański w Nashville.

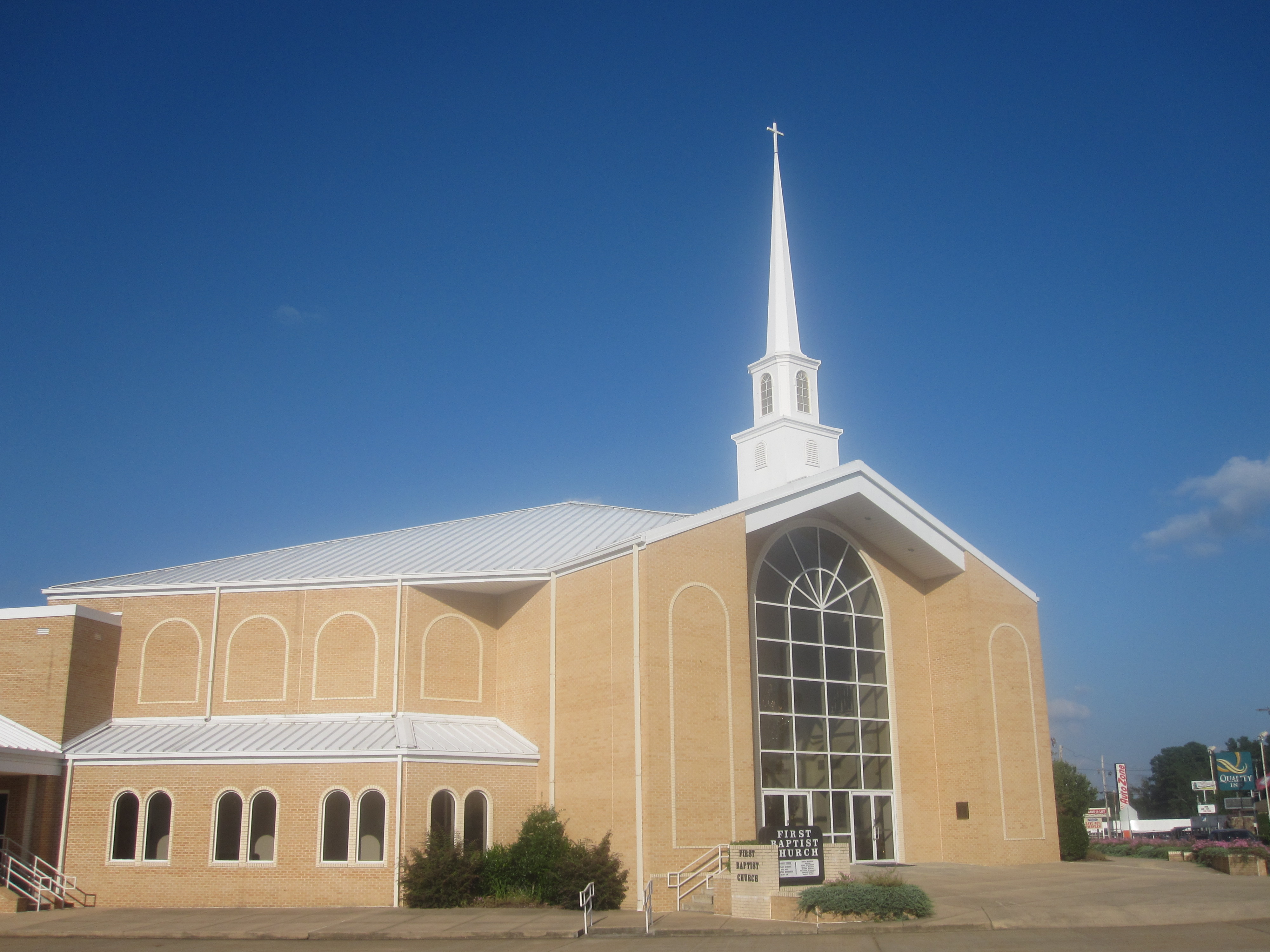
Pierwszy Kościół Baptystyczny w Magnolii.

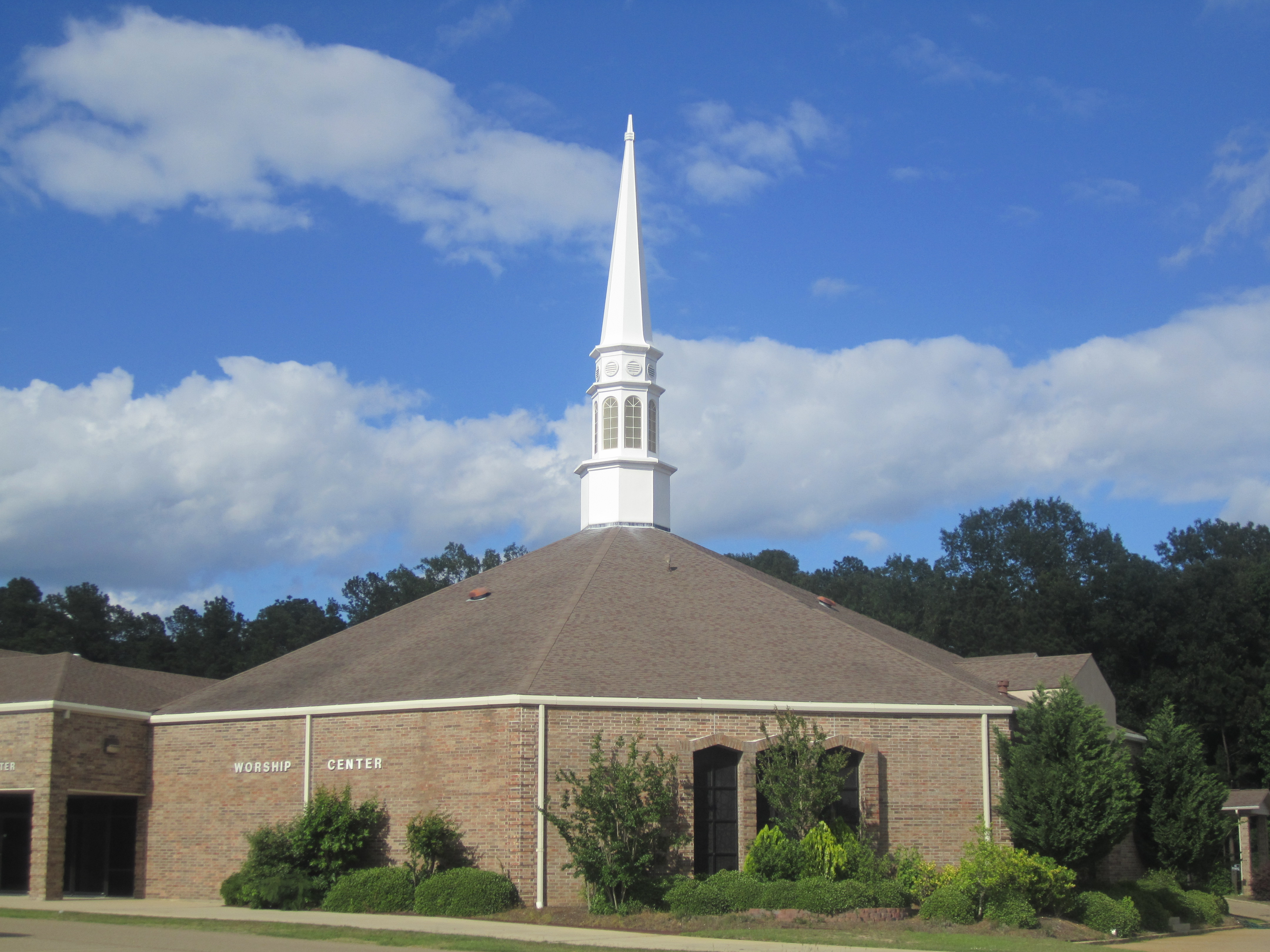
Kościół baptystyczny w El Dorado.

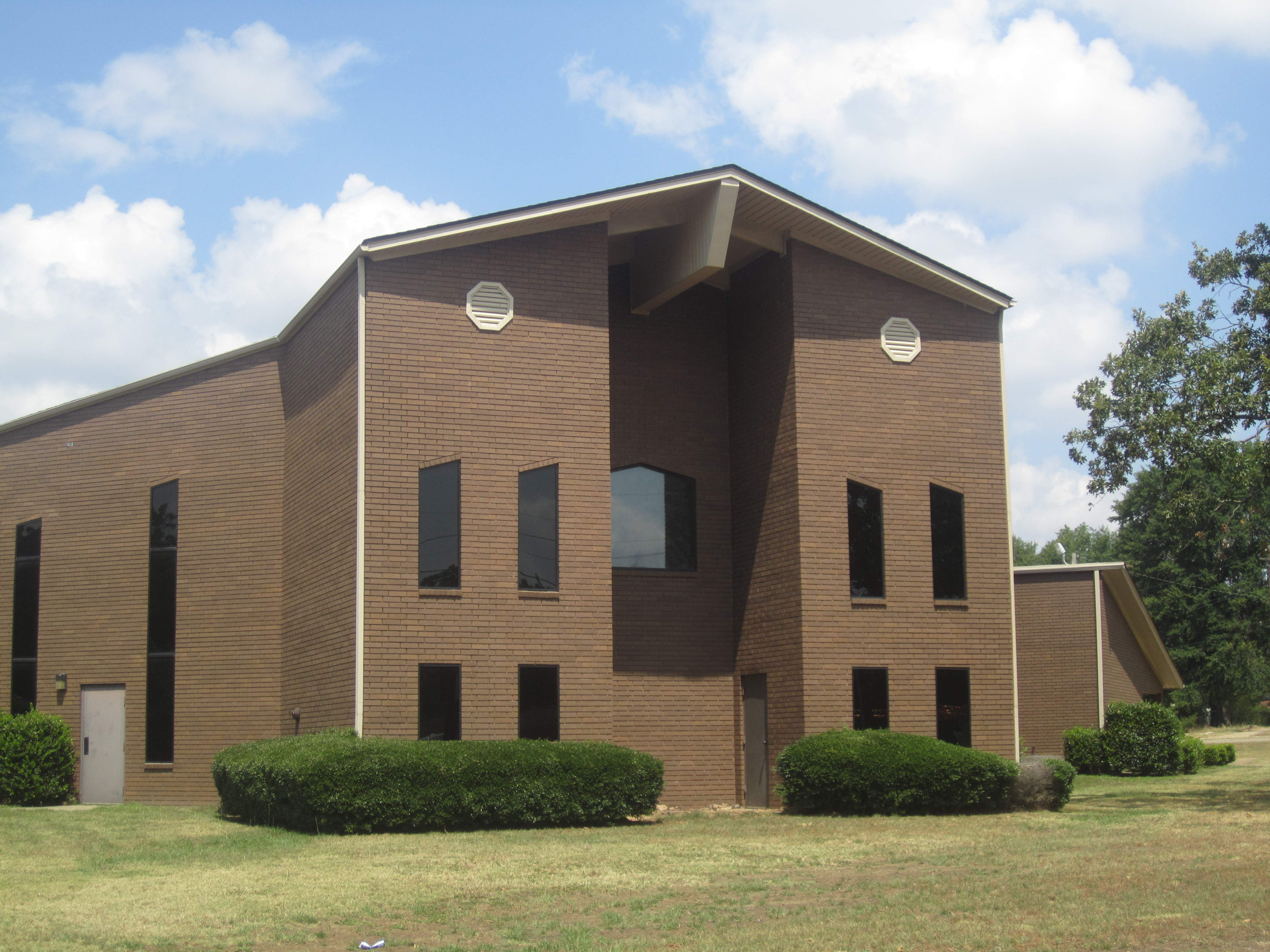
Kościół Chrystusowy w Texarkana.

Protestantyzm w Arkansas – społeczność kościołów protestanckich w amerykańskim stanie Arkansas obejmuje 70% ludności. Protestantyzm reprezentowany jest przez trzy główne nurty: ewangelikalizm (46%), protestantyzm głównego nurtu (16%) i historyczni czarni protestanci (8%). Największe wyznania stanowią: baptyści (33%), metodyści (8%), bezdenominacyjni (7%), zielonoświątkowcy (6%) i campbellici (5%). Inne mniejsze grupy to: prezbiterianie, luteranie, anglikanie, adwentyści dnia siódmego, amisze i mennonici.

## Dane statystyczne
Największe wspólnoty protestanckie w stanie Arkansas według danych z 2010 roku:
| Lp. | Kościół                                          | Liczba zborów | Liczba członków | Procent ludności |
| --- | ------------------------------------------------ | ------------- | --------------- | ---------------- |
| 1.  | Południowa Konwencja Baptystyczna                | 1515          | 661 382         | 22,68%           |
| 2.  | Zjednoczony Kościół Metodystyczny                | 691           | 158 574         | 5,44%            |
| 3.  | Bezdenominacyjni                                 | 497           | 129 638         | 4,44%            |
| 4.  | Kościoły Chrystusowe                             | 721           | 84 635          | 2,9%             |
| 5.  | Amerykańskie Zbory Baptystyczne USA              | 463           | 80 814          | 2,77%            |
| 6.  | Zbory Boże                                       | 436           | 68 946          | 2,36%            |
| 7.  | Narodowa Konwencja Baptystyczna USA              | 105           | 38 559          | 1,32%            |
| 8.  | Afrykański Kościół Metodystyczno-Episkopalny     | 184           | 27 991          | 0,96%            |
| 9.  | Narodowe Stowarzyszenie Wolnej Woli Baptystów    | 193           | 21 803          | 0,75%            |
| 10. | Kościół Prezbiteriański USA                      | 111           | 20 536          | 0,7%             |
| 11. | Zjednoczony Kościół Zielonoświątkowy             | 160           |                 |                  |
| 12. | Kościół Boży w Chrystusie                        | 103           | 17 353          | 0,6%             |
| 13. | Kościół Nazarejczyka                             | 108           | 16 291          | 0,56%            |
| 14. | Zielonoświątkowy Kościół Boży                    | 131           | 14 247          | 0,49%            |
| 15. | Kościół episkopalny                              | 57            | 13 469          | 0,46%            |
| 16. | Kościół Luterański Synodu Missouri               | 66            | 11 843          | 0,41%            |
| 17. | Chrześcijański Kościół Metodystyczno-Episkopalny | 79            | 11 199          | 0,38%            |
| 18. | Kościół Boży (Cleveland)                         | 87            | 9996            | 0,34%            |
| 19. | Kościół Adwentystów Dnia Siódmego                | 77            | 9960            | 0,34%            |
| 20. | Kościoły Chrześcijańskie i Kościoły Chrystusowe  | 57            | 8974            | 0,31%            |
| 21. | Narodowa Misyjna Konwencja Baptystyczna          | 49            | 8569            | 0,29%            |
| 22. | Kościół Chrześcijański (Uczniowie Chrystusa)     | 50            | 7847            | 0,27%            |
| 23. | Kościół Ewangelicko-Luterański w Ameryce         | 21            | 4450            | 0,15%            |
| 24. | Kościół Prezbiteriański Cumberland               | 61            | 3592            | 0,12%            |

## Badania dotyczące przekonań religijnych
Według ankiety Pew Research Center w 2014 roku odpowiedzi mieszkańców stanu na pytania w sprawie wiary były następujące:
- 77% – „Absolutnie, na pewno wierzę w Boga”,
- 15% – „Prawie, na pewno wierzę w Boga”,
- 2% – „Niezbyt pewnie wierzę w Boga”,
- 1% – „Nie wiem czy wierzę w Boga”,
- 4% – „Nie wierzę w Boga”,
- 1% – inna odpowiedź.